# Timo Glock
Timo Glock (* 18. März 1982 in Lindenfels) ist ein deutscher Automobilrennfahrer.
Er debütierte 2004 in der Formel 1 und nahm zunächst an vier Grand-Prix-Rennen teil. 2005 trat er in der Champ-Car-Serie an und war anschließend zwei Jahre in der GP2-Serie, in der er 2007 den Meistertitel gewann, aktiv. Von 2008 bis 2012 war Glock erneut in der Formel 1 aktiv. In zwei Jahren bei Toyota erreichte er zweimal den zehnten Weltmeisterschaftsrang. Von 2013 bis 2021 trat er für BMW-Teams in der DTM an. Seit der Saison 2025 startet er für Dörr Motorsport.

## Karriere

### Anfänge im Motorsport (1996–2003)
Glock begann seine Motorsportkarriere 1996 im Motocross-Sport. 1997 wechselte er zum Kartsport, den er bis 1999 betrieb. Nach seinem Wechsel in den Formelsport fuhr er 2000 in der Juniorenklasse der deutschen Formel BMW und wurde auf Anhieb Meister. Ein Jahr später gewann er auch den Meistertitel der deutschen Formel BMW auf Anhieb. 2002 wechselte Glock in die deutsche Formel-3-Meisterschaft. Mit drei Siegen wurde Glock Dritter in der Gesamtwertung und wurde zudem bester Neueinsteiger. 2003 wechselte Glock in die neugegründete Formel-3-Euroserie und belegte mit drei Siegen den fünften Gesamtrang.

### Formel 1 (2004)
2004 schaffte er den Aufstieg in die Formel 1, in der er zu Saisonbeginn Test- und Ersatzfahrer beim Rennstall Jordan wurde. Sein Renndebüt gab er am 13. Juni 2004 beim Großen Preis von Kanada in Montréal, nachdem der etatmäßige Stammfahrer Giorgio Pantano wegen nicht eingehaltener finanzieller Zusagen seiner Sponsoren nicht hatte starten können. Damit war Glock in der Saison 2004 neben Michael Schumacher, Ralf Schumacher und Nick Heidfeld der vierte deutsche Formel-1-Pilot am Start eines Grand Prix. Er belegte bei seinem Debüt den 7. Platz, für den er zwei WM-Punkte bekam. Für die nächsten Rennen kehrte Pantano zurück ins Jordan-Cockpit und Glock übernahm erneut die Rolle des Test- und Ersatzfahrers. Drei Rennen vor Saisonende verlor Pantano erneut das Cockpit und Glock ging erneut für Jordan an den Start. Diesmal konnte er keine weiteren Punkte erzielen. Für 2005 verlor er sein Formel-1-Cockpit wegen der schwierigen finanziellen Lage des Jordan-Teams, das für 2005 auf Sponsorenmitgiften seiner Fahrer angewiesen war.

### ChampCars (2005)
In Ermangelung einer Formel-1-Alternative wechselte Glock 2005 in die amerikanische Champ Car World Series zum Team Rocketsports Racing. Er schaffte in Montréal als Zweiter einmal den Sprung auf das Podium und wurde nach der Saison als Rookie of the Year ausgezeichnet.

### GP2-Serie (2006–2007)

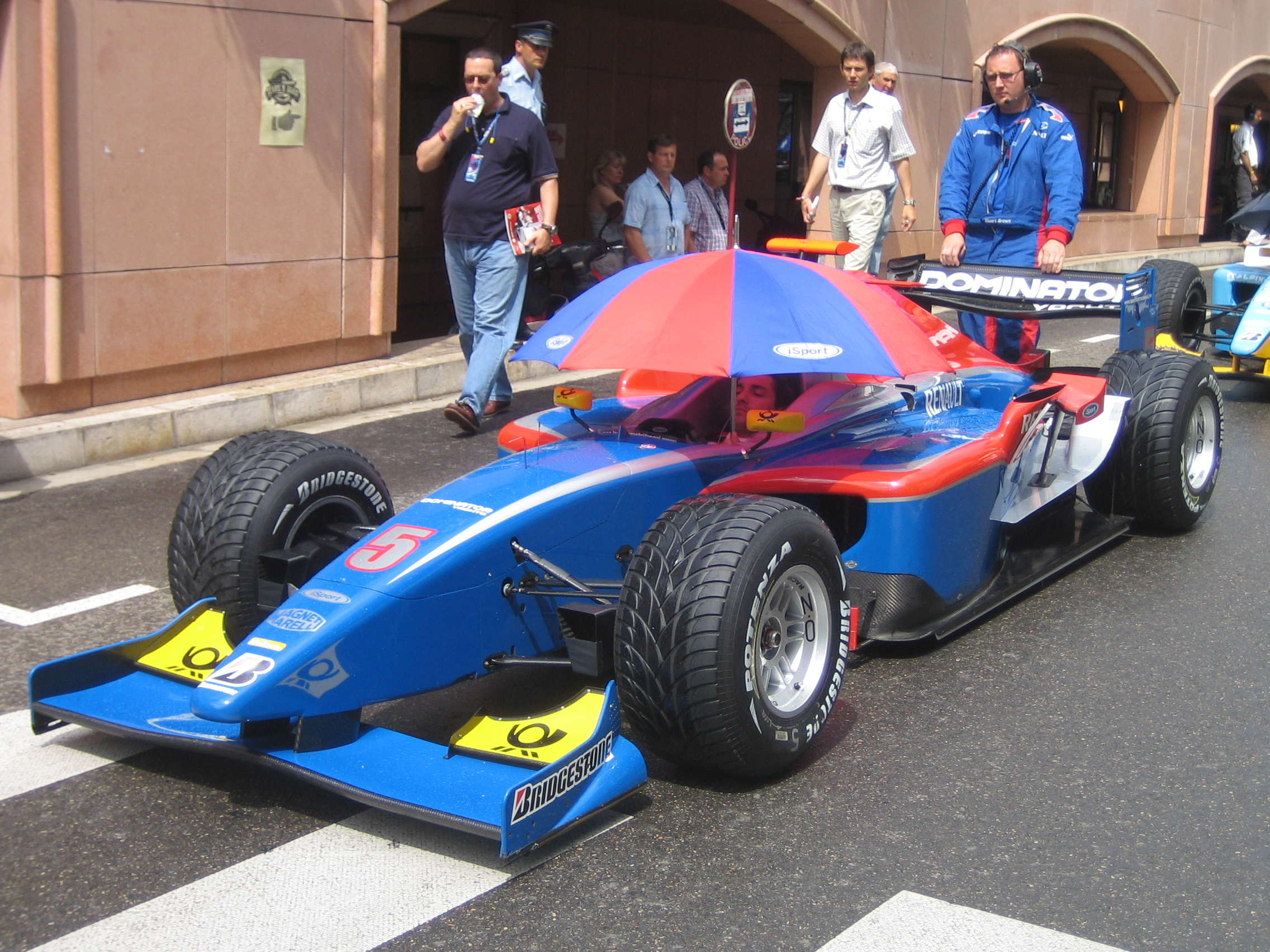
Glock in der GP2-Serie, Monaco 2007

2006 ging Glock in der ein Jahr zuvor neugegründeten GP2-Serie an den Start, um sich über diesen Umweg wieder für ein Formel-1-Cockpit zu empfehlen. Dort fuhr er jedoch zunächst mit mäßigem Erfolg für das spanische BCN Competición Team, das häufig mit technischen Problemen zu kämpfen hatte. Glock wechselte daher noch während der laufenden Saison ins britische iSport-Team, um seinen Siegambitionen gerecht werden zu können. Tatsächlich entwickelte er sich in der zweiten Saisonhälfte zu einem Herausforderer des späteren Meisters Lewis Hamilton und belegte am Ende mit zwei Siegen den vierten Meisterschaftsrang. 2007 blieb Glock bei iSport in der GP2-Serie, um die Meisterschaft zu erringen. Trotz zwischenzeitlich klarer Überlegenheit musste er bis zum letzten Rennen um den Gewinn des Titels fürchten, da er immer wieder durch technische Defekte und unverschuldete Unfälle wichtige Punkte verlor. Erst mit einem überzeugenden Sieg im letzten Saisonrennen in Valencia kürte sich Glock zum GP2-Champion.
Parallel zu seinem GP2-Engagement kehrte Glock in der Saison 2007 als zweiter Testfahrer des BMW-Sauber-Teams in die Formel 1 zurück, in der er nach dem Wechsel seines Teamkollegen Sebastian Vettel zum Formel-1-Rennstall Toro Rosso die Rolle des offiziellen Ersatzfahrers übernahm.
Mit dem GP2-Titel als Empfehlung machte sich Glock auf die Suche nach einem Stammcockpit für die Formel-1-Saison 2008. Im Oktober 2007 bot ihm Toyota Racing einen Vertrag an, BMW Sauber wollte ihn jedoch gerne als Test- und Ersatzfahrer behalten. Nach einer Schiedsentscheidung des Contract Recognition Boards (CRB) bestätigte Toyota schließlich im November 2007 die Verpflichtung Glocks für zwei Jahre plus Option.

### Formel 1 (2008–2012)

#### Toyota (2008–2009)

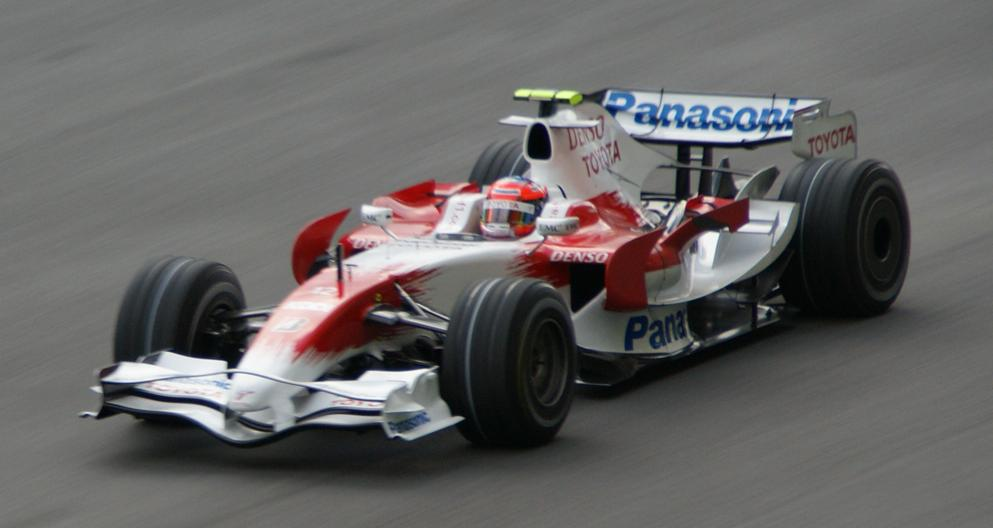
Glock im Toyota TF108 in Malaysia 2008

Glock war damit einer von fünf deutschen Fahrern, die 2008 in der Formel 1 an den Start gingen. Er ist außerdem nach Nico Rosberg und Hamilton der dritte Fahrer, dem als amtierender GP2-Champion der direkte Aufstieg in die Formel 1 gelang. Den größten Erfolg in seiner Premierensaison feierte Glock beim Großen Preis von Ungarn auf dem Hungaroring, bei dem er den zweiten Platz hinter dem Finnen Heikki Kovalainen erreichte. In den Blickpunkt der Öffentlichkeit geriet er beim Saisonfinale in Interlagos, als er in der vorletzten Kurve der letzten Runde vom Briten Lewis Hamilton überholt wurde, der dadurch mit einem Punkt Vorsprung auf den Brasilianer Felipe Massa Weltmeister wurde. Die heimischen Fans des Südamerikaners unterstellten Glock daraufhin Absicht und beschimpften den Deutschen.
In der Fahrerwertung belegte Glock am Saisonende mit 25 Punkten den zehnten Rang – knapp hinter seinem erfahrenen Teamkollegen Jarno Trulli, der 31 Punkte sammelte.
In der Saison 2009 wurde Glock, der bei Toyota geblieben war, beim zweiten Rennen in Malaysia Dritter. Da das Rennen vorzeitig beendet wurde und weniger als 75 % der Renndistanz absolviert wurden, gab es nur halbe Punkte. Im weiteren Verlauf der Saison holte Glock weitere Punkte und fuhr beim Großen Preis von Europa die erste und bisher einzige schnellste Rennrunde seiner Karriere. Beim Großen Preis von Singapur holte er mit dem zweiten Rang sein bisher bestes Saisonresultat. Bei der Qualifikation des Großen Preises von Japan verunfallte Glock durch einen Einschlag in die Reifenstapel, wobei er sich eine Schnittwunde am Bein zuzog, die genäht werden musste. Zum Rennen am darauffolgenden Tag konnte er nicht antreten. Auch in Abu Dhabi startete Glock nicht. Noch vor Saisonende kursierten Gerüchte, nach denen Glock sich nach einem neuen Cockpit umschauen müsse, da Toyota die bestehende Option auf seine Dienste nicht gezogen habe. Tatsächlich gab der Toyota-Vorstand am 4. November 2009 den sofortigen Rückzug seines Werksteams aus der Formel 1 bekannt, womit eine weitere Verpflichtung Glocks hinfällig wurde.

#### Virgin/Marussia (2010–2012)

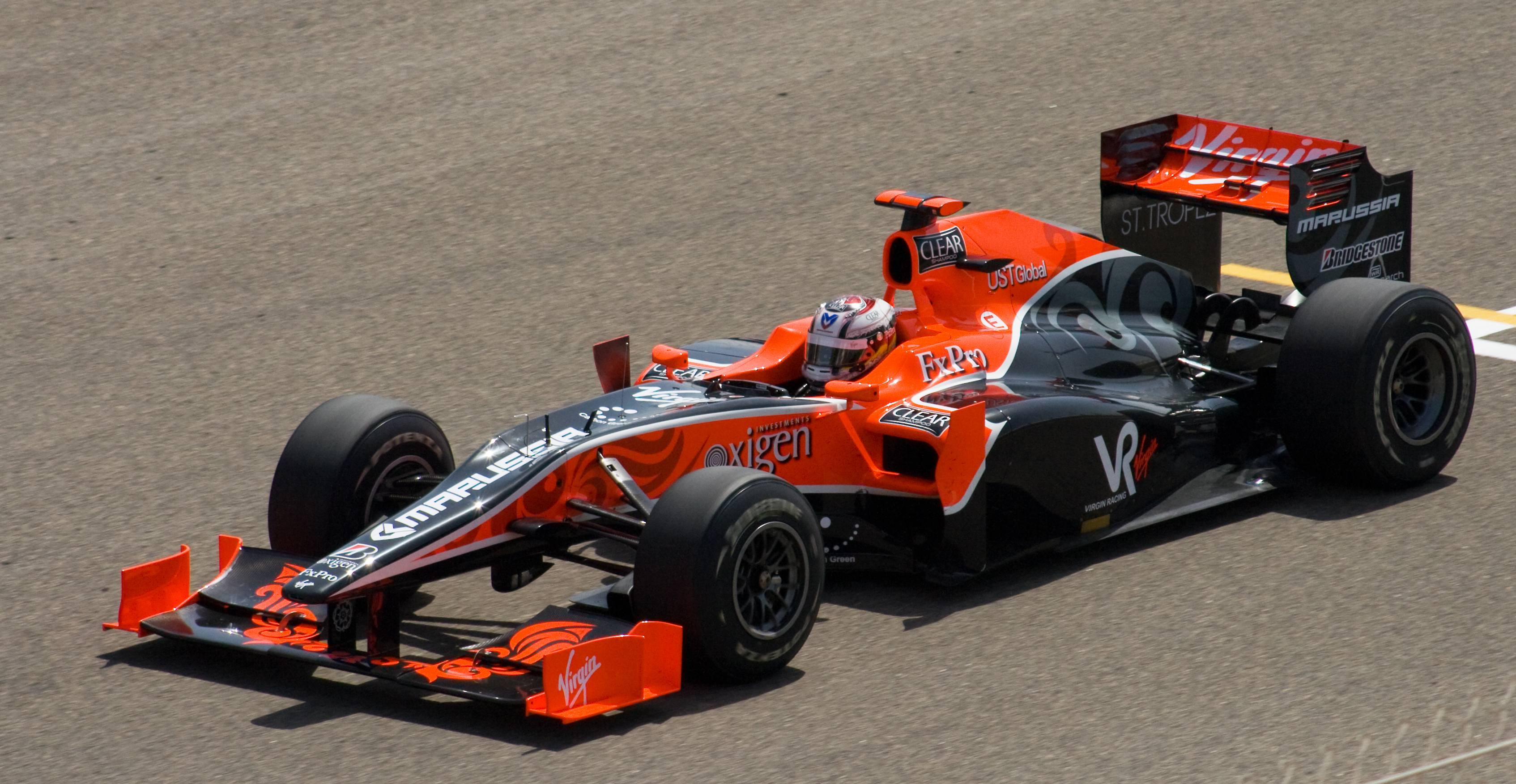
Glock im Virgin beim Saisonauftakt 2010 in Bahrain

Am 17. November 2009 gab das 2010 in der Formel 1 debütierende Team Manor Grand Prix die Verpflichtung Glocks bekannt. Im Dezember gab das Team seine Umbenennung in Virgin Racing bekannt. Glocks Teamkollege wurde der Brasilianer Lucas di Grassi, der 2007 Glocks größter Konkurrent um den GP2-Titel war. Nachdem Virgin bereits bei den Testfahrten vor der Saison von technischen Problemen geplagt worden war, schied Glock auch bei den ersten zwei Rennen mit technischen Defekten aus. Das dritte Rennen in Malaysia konnte er wegen einer Kollision mit seinem ehemaligen Teamkollegen Trulli nicht beenden. Beim vierten Rennen gelang es dem Virgin-Piloten, nachdem er in der Startaufstellung stehen geblieben war, noch nicht einmal das Rennen aufzunehmen. Schließlich erreichte Glock beim Europaauftakt in Spanien als 18. zum ersten Mal das Ziel. Am Saisonende belegte er mit einem 14. Platz als bestes Resultat den 23. Rang in der Gesamtwertung.
2011 blieb Glock bei Virgin. Er beendete die Saison mit zwei 15. Plätzen als beste Resultate auf dem 25. Gesamtrang. Damit lag er eine Position hinter seinem Teamkollegen Jérôme D’Ambrosio, der jedoch gegen Glock das Rennduell mit 9:10 verlor. 2012 wechselte sein Team den Chassisnamen und trat als Marussia F1 Team an. Nachdem das neue Auto, der Marussia MR01 vor der Saison nicht rechtzeitig fertig worden war und nicht hatte getestet werden können, erreichte er beim Saisonauftakt in Australien auf dem 14. Platz das Ziel. Beim Großen Preis von Europa war Glock aufgrund einer Darminfektion nicht in der Lage, am Rennen teilzunehmen. Beim Großen Preis von Singapur erzielte Glock mit einem zwölften Platz sein bestes Resultat für Marussia. Am Saisonende belegte er den 20. Platz in der Fahrerwertung.
Im Juli 2011 unterschrieb Glock einen Dreijahresvertrag bis Ende der Saison 2014 bei Marussia. Anfang 2013 wurde jedoch eine einvernehmliche Vertragsauflösung bekannt gegeben, womit Glocks Zeit bei Marussia nach drei Jahren endete. Marussia begründete diesen Schritt mit wirtschaftlichen Umständen.

### DTM (2013–2021)

#### Team MTEK (2013–2015)

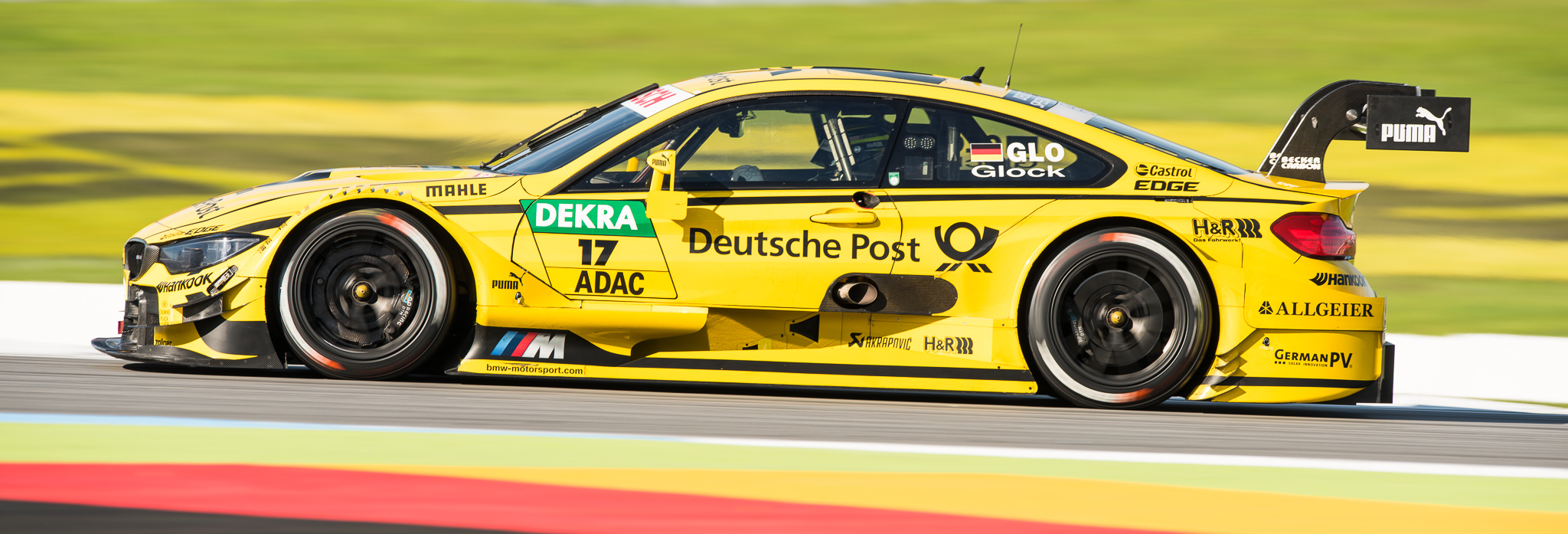
Timo Glock in der DTM in Hockenheim 2014

Nach seinem Aus in der Formel 1 unterschrieb Glock für die Saison 2013 einen Vertrag bei BMW für die DTM. Damit wechselte er vom Formel- in den Tourenwagen. Er erhielt ein Cockpit beim Team MTEK. Bereits bei seinem dritten DTM-Rennen erzielte er mit einem dritten Platz eine Podest-Platzierung. Dies blieb seine einzige Top-10-Platzierung bis zum letzten Saisonrennen in Hockenheim, bei dem ihm sein erster DTM-Sieg gelang. Glock beendete seine erste Saison in der DTM mit 40 Punkten auf dem neunten Platz. Damit lag er eine Position hinter seinem Teamkollegen Marco Wittmann, der 49 Punkte erzielt hatte.
2014 absolvierte Glock seine zweite DTM-Saison für MTEK. Mit António Félix da Costa erhielt er einen neuen Teamkollegen. Sein bestes Resultat war ein dritter Platz in Spielberg. In der Gesamtwertung belegte Glock am Saisonende mit 33 Punkten den 16. Rang.
Auch 2015 blieb Glock bei MTEK. Neu zum Team anstelle von Félix da Costa stieß Bruno Spengler. Er wählte die 16 als seine Startnummer. In Oschersleben erzielte er am Samstag seine erste Pole-Position in der DTM und gewann auch das Rennen. Er beendete die Saison auf dem 15. Gesamtrang.

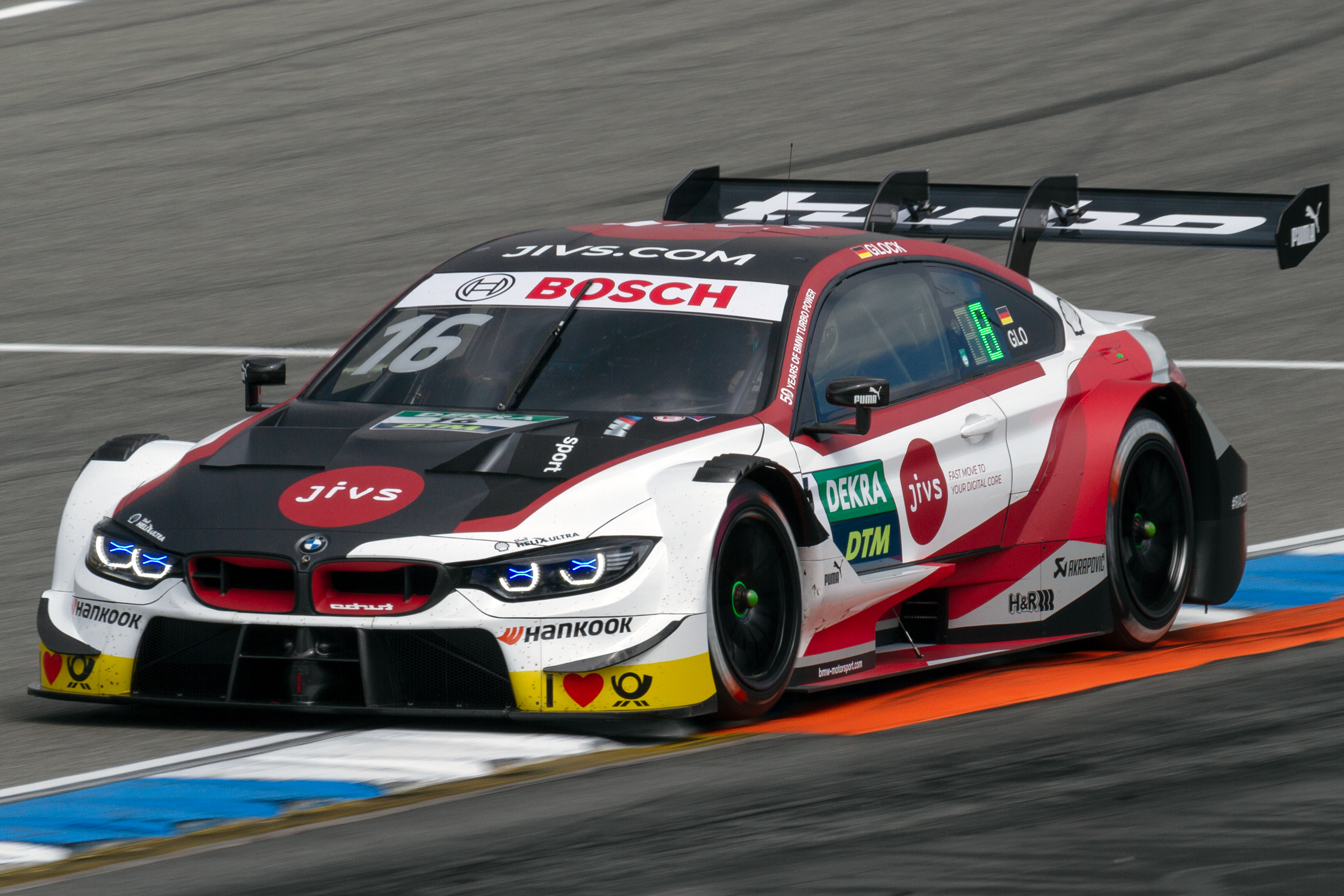
Timo Glock in Hockenheim 2019

#### Reinhold Motorsport (2016–2020)
Zur Saison 2016 wechselte Glock innerhalb des BMW-Kaders zu Reinhold Motorsport und wurde erneut Teamkollege von Wittmann. Nachdem er beim Saisonauftakt in Hockenheim im ersten Rennen ausgeschieden war, erzielte er im Sonntagsrennen den zweiten Platz. Jedoch wurde er nach dem Rennen aufgrund einer falsch montierten Heckklappe an seinem BMW disqualifiziert. Am darauffolgenden Rennwochenende in Spielberg gelang ihm am Sonntag sein einziger Saisonsieg. Während Wittmann die Fahrerwertung für sich entschied, erreichte Glock am Ende der Saison den zehnten Platz im Gesamtklassement.
2017 blieben Wittmann und Glock bei Reinhold und erhielten mit dem von MTEK gewechselten Augusto Farfus einen dritten Teamkollegen. Beim Auftaktrennen am Hockenheimring erreichte er den zweiten Platz. Beim zweiten Rennen in Hockenheim erzielte er die Pole-Position, jedoch konnte er diese Position im Rennen nicht halten und wurde Achter. Im Samstagsrennen von Mogyoród fuhr er als Zweiter erneut auf das Podium. In Zandvoort gelang ihm am Samstag sein vierter DTM-Sieg, nachdem er tags zuvor seine dritte Pole-Position erzielt hatte. Beim Samstagsrennen des Saisonfinals in Hockenheim erzielte als er Dritter seinen vierten Podestplatz der laufenden Saison. In der Gesamtwertung belegte er als zweitbester BMW-Pilot hinter Wittmann den siebten Rang.
Zu Beginn der Saison 2018 erzielte er in Hockenheim den dritten Rang. Nachdem er am darauffolgenden Tag das zweite Rennen gewinnen konnte, übernahm er erstmals die Gesamtführung in der DTM. Beim Samstagsrennen am Lausitzring erzielte er am Samstag mit einem zweiten Platz die dritte Podiumsplatzierung im dritten Rennen der Saison. In Mogyoród gelang ihm am Sonntag als Zweiter ein weiterer Podestplatz. Beim Saisonfinale fuhr Glock als Dritter zum fünften Mal in diesem Jahr auf das Podest. Er beendete die Saison auf dem fünften Rang der Fahrerwertung.
Im Dezember 2018 wurde Glock als BMW-Fahrer für 2019 bestätigt. Erstmals konnte er sich in einer kompletten DTM-Saison nicht auf dem Podium platzieren. Seine besten Resultate waren zwei vierte Plätze im ersten und letzten Saisonrennen jeweils in Hockenheim. Mit 58 Zählern schloss er die Saison auf Platz zwölf in der Gesamtwertung ab.
2020 war Glocks bestes Saisonergebnis Platz 2 beim sechsten Saisonrennen auf dem Lausitzring. Zusätzlich sicherte er sich beim sechzehnten Saisonrennen in Zolder die Pole-Position. Die Saison beendete er, ähnlich wie 2018, auf Platz 5.

#### Rowe Racing (2021)
Zur DTM-Saison 2021 wechselte Glock zum Team Rowe Racing. Dort fährt er einen BMW M6 GT3, der mit der sogenannten Space-Drive-Technologie von Schaeffler-Paravan ausgerüstet ist. Glocks Rennwagen kommt ohne mechanische Lenksäule aus und wird stattdessen per Steer-by-Wire gesteuert. Mit 9 Punkten belegte er am Ende der Saison den 17. Rang in der Gesamtwertung.

#### Dörr Motorsport (2025)
Zur Saison 2025 kehrte er mit dem Team Dörr Motorsport in die DTM zurück. Bei Dörr Motorsport wird er einen McLaren 720S GT3 Evo pilotieren.

### Italienische GT-Meisterschaft (seit 2022)
Zum Jahr 2022 wechselte Glock in die italienische GT-Meisterschaft, in der er mit Jens Klingmann in einem BMW M4 GT3 antritt.

## Persönliches
Glock ist gelernter Gerüstbauer. Sein Vater ist Gerüstbau-Unternehmer. Glock wuchs in Wersau im Odenwald auf. Er lebt seit März 2012 in Gottlieben im Schweizer Kanton Thurgau. Er hat einen Sohn und eine Tochter. Er engagiert sich für das ZWERG NASE-Haus in Wiesbaden und versteigerte im Juni 2018 einen Rennhelm zugunsten der Einrichtung bei United Charity. Der Helm brachte einen Erlös von 8.211 Euro.

## Statistik

### Karrierestationen
| - 1996: Motocross - 1997–1999: Kartsport - 2000: Formel BMW Junior (Meister) - 2001: Deutsche Formel BMW (Meister) - 2002: Deutsche Formel 3 (Platz 3) - 2003: Formel-3-Euroserie (Platz 5) - 2004: Formel 1 (Platz 19) - 2005: Champ Car (Platz 8) | - 2006: GP2-Serie (Platz 4) - 2007: GP2-Serie (Meister) - 2007: Formel 1 (Testfahrer) - 2008: Formel 1 (Platz 10) - 2009: Formel 1 (Platz 10) - 2010: Formel 1 (Platz 25) - 2011: Formel 1 (Platz 25) - 2012: Formel 1 (Platz 20) | - 2013: DTM (Platz 9) - 2014: DTM (Platz 16) - 2015: DTM (Platz 15) - 2016: DTM (Platz 10) - 2017: DTM (Platz 7) - 2018: DTM (Platz 5) - 2019: DTM (Platz 12) - 2020: DTM (Platz 5) - 2021: DTM (Platz 17) |

### Einzelergebnisse in der Formel-3-Euroserie
| Saison | Team          | 1   | 2   | 3   | 4   | 5   | 6   | 7   | 8   | 9   | 10  | 11  | 12  | 13  | 14  | 15  | 16  | 17  | 18  | 19  | 20  | Punkte | Pos. |
| ------ | ------------- | --- | --- | --- | --- | --- | --- | --- | --- | --- | --- | --- | --- | --- | --- | --- | --- | --- | --- | --- | --- | ------ | ---- |
| 2003   | Opel Team KMS | HO1 | HO1 | ADR | ADR | PAU | PAU | NOR | NOR | LMS | LMS | NÜR | NÜR | SPI | SPI | ZAN | ZAN | HO2 | HO2 | MAG | MAG | 55     | 5.   |
| 2003   | Opel Team KMS | 6   | 7   | 1   | 13  | 3   | DNF | 2   | 3   | 18  | 25  | 14  | 12  | 12  | 9   | 15  | 14  | 1   | 22  | 13  | 1   | 55     | 5.   |

| Legende  | Legende            | Legende                                                          |
| Farbe    | Abkürzung          | Bedeutung                                                        |
| -------- | ------------------ | ---------------------------------------------------------------- |
| Gold     | –                  | Sieg                                                             |
| Silber   | –                  | 2. Platz                                                         |
| Bronze   | –                  | 3. Platz                                                         |
| Grün     | –                  | Platzierung in den Punkten                                       |
| Blau     | –                  | Klassifiziert außerhalb der Punkteränge                          |
| Violett  | DNF                | Rennen nicht beendet (did not finish)                            |
| Violett  | NC                 | nicht klassifiziert (not classified)                             |
| Rot      | DNQ                | nicht qualifiziert (did not qualify)                             |
| Rot      | DNPQ               | in Vorqualifikation gescheitert (did not pre-qualify)            |
| Schwarz  | DSQ                | disqualifiziert (disqualified)                                   |
| Weiß     | DNS                | nicht am Start (did not start)                                   |
| Weiß     | WD                 | zurückgezogen (withdrawn)                                        |
| Hellblau | PO                 | nur am Training teilgenommen (practiced only)                    |
| Hellblau | TD                 | Freitags-Testfahrer (test driver)                                |
| ohne     | DNP                | nicht am Training teilgenommen (did not practice)                |
| ohne     | INJ                | verletzt oder krank (injured)                                    |
| ohne     | EX                 | ausgeschlossen (excluded)                                        |
| ohne     | DNA                | nicht erschienen (did not arrive)                                |
| ohne     | C                  | Rennen abgesagt (cancelled)                                      |
| ohne     | keine WM-Teilnahme |                                                                  |
| sonstige | P/fett             | Pole-Position                                                    |
| sonstige | 1/2/3/4/5/6/7/8    | Punktplatzierung im Sprint-/Qualifikationsrennen                 |
| sonstige | SR/kursiv          | Schnellste Rennrunde                                             |
| sonstige | *                  | nicht im Ziel, aufgrund der zurückgelegten Distanz aber gewertet |
| sonstige | ()                 | Streichresultate                                                 |
| sonstige | unterstrichen      | Führender in der Gesamtwertung                                   |

### Einzelergebnisse in der Champ-Car-Serie
| Saison | Team                | 1   | 2   | 3   | 4   | 5   | 6   | 7   | 8   | 9   | 10  | 11  | 12  | 13  | Punkte | Pos. |
| ------ | ------------------- | --- | --- | --- | --- | --- | --- | --- | --- | --- | --- | --- | --- | --- | ------ | ---- |
| 2005   | Rocketsports Racing | LBH | MON | WEA | POR | CLE | TOR | EDM | SNJ | DEN | MNT | LVG | SPD | MST | 202    | 8.   |
| 2005   | Rocketsports Racing | 6   | 11  | 9   | 10  | 10  | 7   | 13  | 6   | 13  | 2   | 8   | 6   | 5   | 202    | 8.   |

(Legende)

### Einzelergebnisse in der GP2-Serie
| Saison | Team                 | 1   | 2   | 3   | 4   | 5   | 6   | 7   | 8   | 9   | 10  | 11  | 12  | 13  | 14  | 15  | 16  | 17  | 18  | 19  | 20  | 21  | Punkte | Pos. |
| ------ | -------------------- | --- | --- | --- | --- | --- | --- | --- | --- | --- | --- | --- | --- | --- | --- | --- | --- | --- | --- | --- | --- | --- | ------ | ---- |
| 2006   |                      | ESP | ESP | ITA | ITA | GER | GER | ESP | ESP | MON | GBR | GBR | FRA | FRA | GER | GER | HUN | HUN | TUR | TUR | ITA | ITA | 58     | 4.   |
| 2006   | BCN Competición      | 16  | 8   | 7   | 4   | 17  | DNF | 11  | 10  | DNF |     |     |     |     |     |     |     |     |     |     |     |     | 58     | 4.   |
| 2006   | iSport International |     |     |     |     |     |     |     |     |     | 2   | 6   | 1   | 4   | 3   | 1   | 2   | 5   | 4   | 4   | DNF | DNS | 58     | 4.   |
| 2007   | iSport International | BRN | BRN | ESP | ESP | MON | FRA | FRA | GBR | GBR | GER | GER | HUN | HUN | TUR | TUR | ITA | ITA | BEL | BEL | ESP | ESP | 88     | 1.   |
| 2007   | iSport International | 2   | 2   | 2   | 1   | 3   | DNF | DNF | DNF | DNF | 1   | 5   | 10  | DNF | 4   | 1   | 3   | 1   | 17  | DNS | 7   | 1   | 88     | 1.   |

| Legende  | Legende            | Legende                                                          |
| Farbe    | Abkürzung          | Bedeutung                                                        |
| -------- | ------------------ | ---------------------------------------------------------------- |
| Gold     | –                  | Sieg                                                             |
| Silber   | –                  | 2. Platz                                                         |
| Bronze   | –                  | 3. Platz                                                         |
| Grün     | –                  | Platzierung in den Punkten                                       |
| Blau     | –                  | Klassifiziert außerhalb der Punkteränge                          |
| Violett  | DNF                | Rennen nicht beendet (did not finish)                            |
| Violett  | NC                 | nicht klassifiziert (not classified)                             |
| Rot      | DNQ                | nicht qualifiziert (did not qualify)                             |
| Rot      | DNPQ               | in Vorqualifikation gescheitert (did not pre-qualify)            |
| Schwarz  | DSQ                | disqualifiziert (disqualified)                                   |
| Weiß     | DNS                | nicht am Start (did not start)                                   |
| Weiß     | WD                 | zurückgezogen (withdrawn)                                        |
| Hellblau | PO                 | nur am Training teilgenommen (practiced only)                    |
| Hellblau | TD                 | Freitags-Testfahrer (test driver)                                |
| ohne     | DNP                | nicht am Training teilgenommen (did not practice)                |
| ohne     | INJ                | verletzt oder krank (injured)                                    |
| ohne     | EX                 | ausgeschlossen (excluded)                                        |
| ohne     | DNA                | nicht erschienen (did not arrive)                                |
| ohne     | C                  | Rennen abgesagt (cancelled)                                      |
| ohne     | keine WM-Teilnahme |                                                                  |
| sonstige | P/fett             | Pole-Position                                                    |
| sonstige | 1/2/3/4/5/6/7/8    | Punktplatzierung im Sprint-/Qualifikationsrennen                 |
| sonstige | SR/kursiv          | Schnellste Rennrunde                                             |
| sonstige | *                  | nicht im Ziel, aufgrund der zurückgelegten Distanz aber gewertet |
| sonstige | ()                 | Streichresultate                                                 |
| sonstige | unterstrichen      | Führender in der Gesamtwertung                                   |

### Statistik in der Formel-1-Weltmeisterschaft
Diese Statistik umfasst alle Teilnahmen des Fahrers an der Formel-1-Weltmeisterschaft.

#### Gesamtübersicht
| Saison | Team                    | Chassis       | Motor                 | Rennen | Siege | Zweiter | Dritter | Poles | schn. Rennrunden | Punkte | WM-Pos. |
| ------ | ----------------------- | ------------- | --------------------- | ------ | ----- | ------- | ------- | ----- | ---------------- | ------ | ------- |
| 2004   | Jordan Ford             | Jordan EJ14   | Ford Cosworth 3.0 V10 | 4      | −     | −       | −       | −     | −                | 2      | 19.     |
| 2008   | Panasonic Toyota Racing | Toyota TF108  | Toyota 2.4 V8         | 18     | −     | 1       | −       | −     | −                | 25     | 10.     |
| 2009   | Panasonic Toyota Racing | Toyota TF109  | Toyota 2.4 V8         | 14     | −     | 1       | 1       | −     | 1                | 24     | 10.     |
| 2010   | Virgin Racing           | Virgin VR-01  | Cosworth 2.4 V8       | 18     | −     | −       | −       | −     | −                | −      | 25.     |
| 2011   | Marussia Virgin Racing  | Virgin MVR-02 | Cosworth 2.4 V8       | 18     | –     | –       | –       | –     | –                | –      | 25.     |
| 2012   | Marussia F1 Team        | Marussia MR01 | Cosworth 2.4 V8       | 19     | –     | –       | –       | –     | –                | –      | 20.     |
| Gesamt | Gesamt                  | Gesamt        | Gesamt                | 91     | −     | 2       | 1       | −     | 1                | 51     |         |

#### Einzelergebnisse
| Saison | 1   | 2   | 3   | 4  | 5   | 6   | 7   | 8  | 9   | 10 | 11 | 12 | 13  | 14  | 15  | 16  | 17 | 18  | 19 | 20 |
| ------ | --- | --- | --- | -- | --- | --- | --- | -- | --- | -- | -- | -- | --- | --- | --- | --- | -- | --- | -- | -- |
| 2004   |     |     |     |    |     |     |     |    |     |    |    |    |     |     |     |     |    |     |    |    |
| TD     | TD  | TD  | TD  | TD | TD  | TD  | 7   | TD | TD  | TD | TD | TD | TD  | TD  | 15  | 15  | 15 |     |    |    |
| 2008   |     |     |     |    |     |     |     |    |     |    |    |    |     |     |     |     |    |     |    |    |
| DNF    | DNF | 9   | 11  | 13 | 12  | 4   | 11  | 12 | DNF | 2  | 7  | 9  | 11  | 4   | DNF | 7   | 6  |     |    |    |
| 2009   |     |     |     |    |     |     |     |    |     |    |    |    |     |     |     |     |    |     |    |    |
| 4      | 3   | 7   | 7   | 10 | 10  | 8   | 9   | 9  | 6   | 14 | 10 | 11 | 2   | WD  | INJ | INJ |    |     |    |    |
| 2010   |     |     |     |    |     |     |     |    |     |    |    |    |     |     |     |     |    |     |    |    |
| DNF    | DNF | DNF | DNS | 18 | DNF | 18  | DNF | 19 | 18  | 18 | 16 | 18 | 17  | DNF | 14  | DNF | 20 | DNF |    |    |
| 2011   |     |     |     |    |     |     |     |    |     |    |    |    |     |     |     |     |    |     |    |    |
| NC     | 16  | 21  | DNS | 19 | DNF | 15  | 21  | 16 | 17  | 17 | 18 | 15 | DNF | 20  | 18  | DNF | 19 | DNF |    |    |
| 2012   |     |     |     |    |     |     |     |    |     |    |    |    |     |     |     |     |    |     |    |    |
| 14     | 17  | 19  | 19  | 18 | 14  | DNF | DNS | 18 | 22  | 21 | 15 | 17 | 12  | 16  | 18  | 20  | 14 | 19  | 16 |    |

| Legende  | Legende            | Legende                                                          |
| Farbe    | Abkürzung          | Bedeutung                                                        |
| -------- | ------------------ | ---------------------------------------------------------------- |
| Gold     | –                  | Sieg                                                             |
| Silber   | –                  | 2. Platz                                                         |
| Bronze   | –                  | 3. Platz                                                         |
| Grün     | –                  | Platzierung in den Punkten                                       |
| Blau     | –                  | Klassifiziert außerhalb der Punkteränge                          |
| Violett  | DNF                | Rennen nicht beendet (did not finish)                            |
| Violett  | NC                 | nicht klassifiziert (not classified)                             |
| Rot      | DNQ                | nicht qualifiziert (did not qualify)                             |
| Rot      | DNPQ               | in Vorqualifikation gescheitert (did not pre-qualify)            |
| Schwarz  | DSQ                | disqualifiziert (disqualified)                                   |
| Weiß     | DNS                | nicht am Start (did not start)                                   |
| Weiß     | WD                 | zurückgezogen (withdrawn)                                        |
| Hellblau | PO                 | nur am Training teilgenommen (practiced only)                    |
| Hellblau | TD                 | Freitags-Testfahrer (test driver)                                |
| ohne     | DNP                | nicht am Training teilgenommen (did not practice)                |
| ohne     | INJ                | verletzt oder krank (injured)                                    |
| ohne     | EX                 | ausgeschlossen (excluded)                                        |
| ohne     | DNA                | nicht erschienen (did not arrive)                                |
| ohne     | C                  | Rennen abgesagt (cancelled)                                      |
| ohne     | keine WM-Teilnahme |                                                                  |
| sonstige | P/fett             | Pole-Position                                                    |
| sonstige | 1/2/3/4/5/6/7/8    | Punktplatzierung im Sprint-/Qualifikationsrennen                 |
| sonstige | SR/kursiv          | Schnellste Rennrunde                                             |
| sonstige | *                  | nicht im Ziel, aufgrund der zurückgelegten Distanz aber gewertet |
| sonstige | ()                 | Streichresultate                                                 |
| sonstige | unterstrichen      | Führender in der Gesamtwertung                                   |

### Statistik in der DTM
Diese Statistik umfasst alle Teilnahmen des Fahrers an der DTM.

#### Gesamtübersicht
Stand: Nürnberg, 6. Juli 2025
| Saison | Team            | Hersteller | Fahrzeug             | Rennen | Siege | Zweiter | Dritter | Poles | schn. Rennrunden | Punkte | Pos. |
| ------ | --------------- | ---------- | -------------------- | ------ | ----- | ------- | ------- | ----- | ---------------- | ------ | ---- |
| 2013   | BMW Team MTEK   | BMW        | BMW M3 DTM           | 10     | 1     | –       | 1       | –     | –                | 40     | 9.   |
| 2014   | BMW Team MTEK   | BMW        | BMW M4 DTM           | 10     | –     | –       | 1       | –     | –                | 33     | 16.  |
| 2015   | BMW Team MTEK   | BMW        | BMW M4 DTM           | 18     | 1     | –       | –       | 1     | 2                | 56     | 15.  |
| 2016   | BMW Team RMG    | BMW        | BMW M4 DTM           | 18     | 1     | –       | –       | –     | 1                | 84     | 10.  |
| 2017   | BMW Team RMG    | BMW        | BMW M4 DTM           | 18     | 1     | 2       | 1       | 3     | –                | 133    | 7.   |
| 2018   | BMW Team RMG    | BMW        | BMW M4 DTM           | 20     | 1     | 2       | 2       | 1     | 1                | 144    | 5.   |
| 2019   | BMW Team RMG    | BMW        | BMW M4 DTM           | 18     | –     | –       | –       | –     | 1                | 58     | 12.  |
| 2020   | BMW Team RMG    | BMW        | BMW M4 DTM           | 18     | –     | 1       | –       | 1     | -                | 120    | 5.   |
| 2021   | Rowe Racing     | BMW        | BMW M6 GT3           | 16     | –     | –       | –       | –     | –                | 9      | 17.  |
| 2022   | Ceccato Racing  | BMW        | BMW M4 GT3           | 2      | –     | –       | –       | –     | –                | –      | NC   |
| 2025   | Dörr Motorsport | McLaren    | McLaren 720S GT3 Evo | 8      | –     | –       | –       | –     | –                | 6      | 20.  |
| Gesamt | Gesamt          | Gesamt     | Gesamt               | 156    | 5     | 5       | 5       | 6     | 5                | 683    |      |

#### Einzelergebnisse
| Saison | 1   | 2   | 3   | 4   | 5   | 6   | 7   | 8   | 9   | 10  | 11  | 12  | 13  | 14  | 15  | 16  | 17   | 18  | 19  | 20  |
| ------ | --- | --- | --- | --- | --- | --- | --- | --- | --- | --- | --- | --- | --- | --- | --- | --- | ---- | --- | --- | --- |
| 2013   | HO1 | BRH | SPI | LAU | NOR | MOS | NÜR | OSC | ZAN | HO2 |     |     |     |     |     |     |      |     |     |     |
| 2013   | DNF | 13  | 3   | 14  | 13  | 16  | 18  | 15  | 19  | 1   |     |     |     |     |     |     |      |     |     |     |
| 2014   | HO1 | OSC | HUN | NOR | MOS | SPI | NÜR | LAU | ZAN | HO2 |     |     |     |     |     |     |      |     |     |     |
| 2014   | 5   | DNF | 19  | 16  | 6   | 3   | 16  | DNF | 12  | 11  |     |     |     |     |     |     |      |     |     |     |
| 2015   | HO1 | HO1 | LAU | LAU | NOR | NOR | ZAN | ZAN | SPI | SPI | MOS | MOS | OSC | OSC | NÜR | NÜR | HO2  | HO2 |     |     |
| 2015   | 8   | 10  | 18  | 12  | 13  | DNF | 6   | 4   | 19  | 14  | DNF | 17  | 1   | 7   | 13  | 20  | 18*  | 12  |     |     |
| 2016   | HO1 | HO1 | SPI | SPI | LAU | LAU | NOR | NOR | ZAN | ZAN | MOS | MOS | NÜR | NÜR | HUN | HUN | HO2  | HO2 |     |     |
| 2016   | DNF | DSQ | 4   | 1   | 12  | 10  | 21  | 9   | 21  | 6   | 11  | 24* | 5   | 14  | 14  | 5   | 7    | 5   |     |     |
| 2017   | HO1 | HO1 | LAU | LAU | HUN | HUN | NOR | NOR | MOS | MOS | ZAN | ZAN | NÜR | NÜR | SPI | SPI | HO2  | HO2 |     |     |
| 2017   | 2   | 81  | 11  | 15  | 2   | 7   | 5   | 10  | 5   | 13  | 1   | 7   | 12  | 8   | 10  | 7   | 31   | 12  |     |     |
| 2018   | HO1 | HO1 | LAU | LAU | HUN | HUN | NOR | NOR | ZAN | ZAN | BRH | BRH | MIS | MIS | NÜR | NÜR | SPI  | SPI | HO2 | HO2 |
| 2018   | 3   | 1   | 2   | 5   | 14  | 2   | 10  | 10  | 6   | 10  | 13  | 11  | 7   | 15  | 4   | 16  | DNF2 | 7   | 3   | 10  |
| 2019   | HO1 | HO1 | ZOL | ZOL | MIS | MIS | NOR | NOR | ASS | ASS | BRH | BRH | LAU | LAU | NÜR | NÜR | HO2  | HO2 |     |     |
| 2019   | 4   | 6   | 13  | 14  | 10  | DNF | DNF | 9   | 5   | 14  | 13  | 12  | DNF | 15* | 9   | 9   | 6    | 43  |     |     |
| 2020   | SPA | SPA | LA1 | LA1 | LA2 | LA2 | ASS | ASS | NÜ1 | NÜ1 | NÜ2 | NÜ2 | ZO1 | ZO1 | ZO2 | ZO2 | HOC  | HOC |     |     |
| 2020   | 8   | 13  | 5   | 6   | 4   | 2   | 9   | 6   | 7   | 14  | 10  | 8   | 42  | 41  | 9   | 4   | 14*  | 8   |     |     |
| 2021   | MNZ | MNZ | LAU | LAU | ZOL | ZOL | NÜR | NÜR | SPI | SPI | ASS | ASS | HOC | HOC | NOR | NOR |      |     |     |     |
| 2021   | 16  | DNF | 11  | 13  | 11  | 17  | 19  | 7   | 10  | 10  | DNF | 14  | 10  | 14  | 17* | 11  |      |     |     |     |
| 2022   | POR | POR | LAU | LAU | IMO | IMO | NOR | NOR | NÜR | NÜR | SPA | SPA | SPI | SPI | HOC | HOC |      |     |     |     |
| 2022   |     |     |     |     | DNF | 11  |     |     |     |     |     |     |     |     |     |     |      |     |     |     |
| 2025   | OSC | OSC | LAU | LAU | ZAV | ZAV | NOR | NOR | NÜR | NÜR | SAC | SAC | RBR | RBR | HOC | HOC |      |     |     |     |
| 2025   | 20  | DNF | 17  | 10  | DNF | DSQ | 19  | DNF |     |     |     |     |     |     |     |     |      |     |     |     |

| \| Farbe \| Bedeutung \| \| ------------- \| --------------------------------------- \| \| Gold \| Sieger \| \| Silber \| 2. Platz \| \| Bronze \| 3. Platz \| \| Grün \| Platzierung in den Punkten \| \| Blau \| Klassifiziert außerhalb der Punkteränge \| \| Violett \| Rennen nicht beendet (DNF) \| \| Violett \| nicht klassifiziert (NC) \| \| Rot \| nicht qualifiziert (DNQ) \| \| Schwarz \| disqualifiziert (DSQ) \| \| Weiß \| nicht am Start (DNS) \| \| Weiß \| zurückgezogen (WD) \| \| Weiß \| Rennen abgesagt (C) \| \| ohne Farbe \| nicht am Training teilgenommen (DNP) \| \| ohne Farbe \| verletzt oder krank (INJ) \| \| ohne Farbe \| ausgeschlossen (EX) \| \| ohne Farbe \| nicht erschienen (DNA) \| \| fett \| Pole-Position \| \| kursiv \| Schnellste Rennrunde \| \| unterstrichen \| WM-Führung \| \| hochgestellt \| Platzierung im Sprintrennen \| | - Fett – Pole-Position - Kursiv – Schnellste Rennrunde - Unterstrichen – Gesamtführender - * – nicht im Ziel, aufgrund der zurückgelegten Distanz, aber gewertet - 1 – 3 Punkte für schnellste Qualifikationsrunde - 2 – 2 Punkte für zweitschnellste Qualifikationsrunde - 3 – 1 Punkt für drittschnellste Qualifikationsrunde |
| Farbe | Bedeutung |
| Gold | Sieger |
| Silber | 2. Platz |
| Bronze | 3. Platz |
| Grün | Platzierung in den Punkten |
| Blau | Klassifiziert außerhalb der Punkteränge |
| Violett | Rennen nicht beendet (DNF) |
| Violett | nicht klassifiziert (NC) |
| Rot | nicht qualifiziert (DNQ) |
| Schwarz | disqualifiziert (DSQ) |
| Weiß | nicht am Start (DNS) |
| Weiß | zurückgezogen (WD) |
| Weiß | Rennen abgesagt (C) |
| ohne Farbe | nicht am Training teilgenommen (DNP) |
| ohne Farbe | verletzt oder krank (INJ) |
| ohne Farbe | ausgeschlossen (EX) |
| ohne Farbe | nicht erschienen (DNA) |
| fett | Pole-Position |
| kursiv | Schnellste Rennrunde |
| unterstrichen | WM-Führung |
| hochgestellt | Platzierung im Sprintrennen |